# ÂaÂa
ÂaÂa (ˁȝˁȝ), est un architecte et superviseur de construction dans l'Égypte antique. Son titre est « Surveillant des ouvriers de la construction » ou « Grand Surveillant des ouvriers de la construction ». Il aurait vécu à l'époque du Moyen Empire (entre 2080 et 1640 avant notre ère).
ÂaÂa est l'un des nombreux noms figurant sur une stèle funéraire de la nécropole nord d'Abydos. Dans un article de Mohamed Saleh sur le Musée égyptien du Caire, le lien entre AaAa et un personnage nommé Sahepou n'est pas clair. La lecture du nom est problématique ; on ne sait pas si le premier élément « Âa » (qui signifie « grand » en égyptien ancien) fait partie du nom ou s'il s'agit d'un adjectif faisant partie du titre.